# Sours
Sours is een gemeente in het Franse departement Eure-et-Loir in de regio Centre-Val de Loire. De plaats maakt deel uit van het arrondissement Chartres. Sours telde op 1 januari 2022 1.964 inwoners.

## Geografie
De oppervlakte van Maintenon bedroeg op 1 januari 2022 33,15 vierkante kilometer; de bevolkingsdichtheid was toen 59,2 inwoners per km². Naast de hoofdplaats omvat de gemeente de plaatsen Génerville, Brétigny, Chandres en La Saussaye.

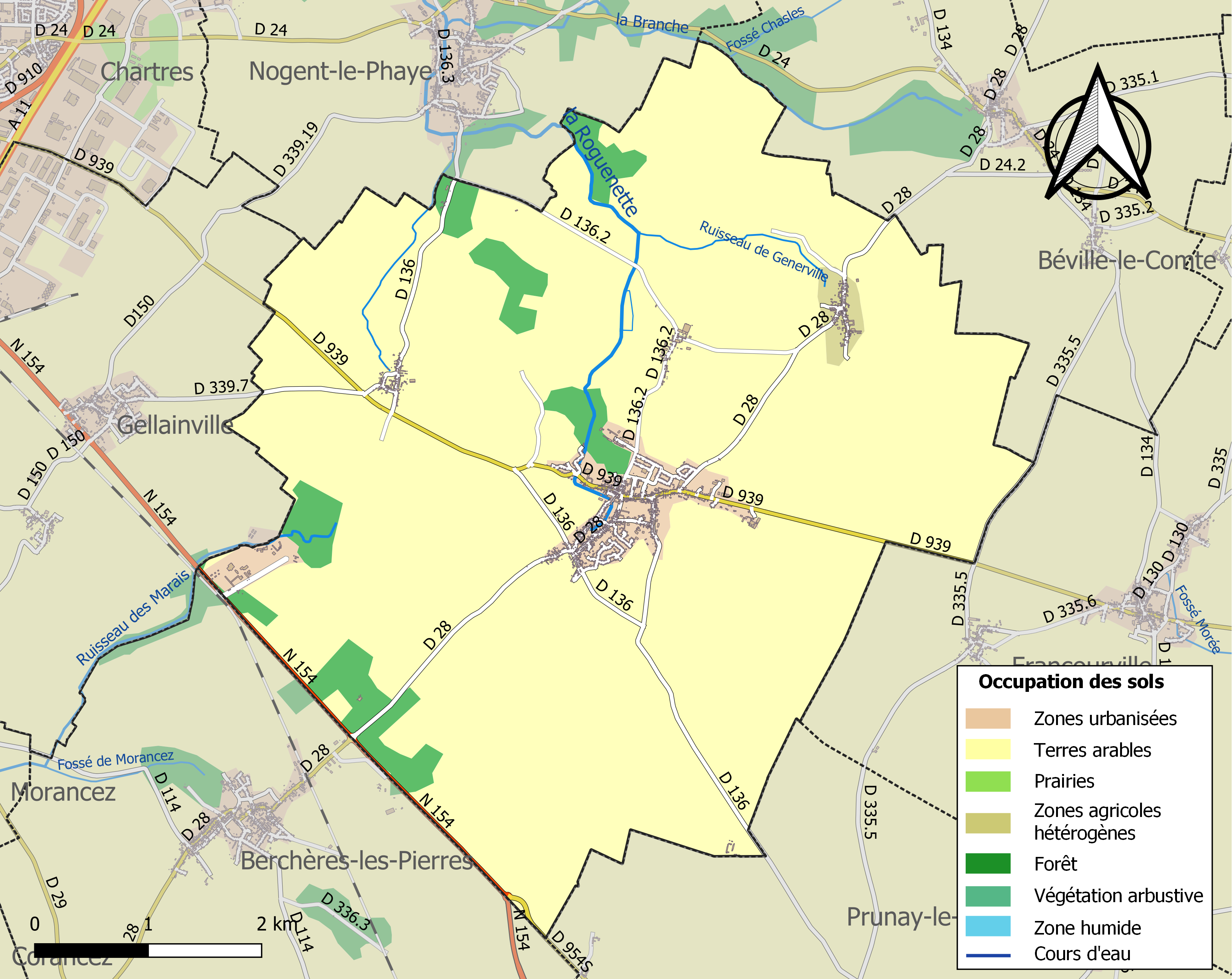
Kaart van de gemeente met belangrijkste infrastructuur, bodemgebruik en omliggende gemeenten

## Demografie
Onderstaande figuur toont het verloop van het inwonertal (bron: INSEE-tellingen).